# اس‌ام‌اس وی۲۷
اس‌ام‌اس وی۲۷ (به انگلیسی: SMS V27) یک کشتی بود که طول آن ۷۸٫۵ متر (۲۵۷ فوت ۷ اینچ) بود. این کشتی در سال ۱۹۱۴ ساخته شد.